# College van procureurs-generaal (Nederland)
In Nederland vormt het College van procureurs-generaal het bestuur van het Openbaar Ministerie. De procureurs-generaal bepalen het landelijke opsporings- en vervolgingsbeleid van het Openbaar Ministerie. 

## Historie
Het College van procureurs-generaal is in zijn huidige vorm ingesteld onder minister van Justitie Winnie Sorgdrager met als doel om landelijk beleid te maken. 
In de oude situatie werkten de procureurs-generaal naast elkaar. Iedere procureur-generaal was het hoofd van een ressortsparket, dat is het deel van het Openbaar Ministerie dat in het gebied (ressort) van een gerechtshof werkt. Het College van procureurs-generaal was toen een overlegorgaan dat regelmatig op het ministerie vergaderde onder leiding van de secretaris-generaal. Na de reorganisatie in 1998 verhuisden de procureurs-generaal naar Den Haag. 
Arthur Docters van Leeuwen werd de eerste voorzitter van dit college, een functie die de bijnaam super-PG kreeg. Deze kreeg als voorzitter namelijk extra bevoegdheden om leiding te geven aan het OM.

## Samenstelling
In artikel 130 van de Wet op de rechterlijke organisatie is bepaald dat het College uit ten minste drie en ten hoogste vijf procureurs-generaal bestaat. De leden van het College worden benoemd bij koninklijk besluit. De Minister van Justitie en Veiligheid is bevoegd om leden van het college te ontslaan. Het College kan geen beslissingen nemen als niet ten minste drie leden aanwezig zijn. De voorzitter van het College van procureurs-generaal is de hoogst geplaatste functionaris in het Openbaar Ministerie. Sinds juni 1999 wordt de voorzitter voor drie jaar benoemd. Deze benoeming kan eenmaal verlengd worden.

## Taken
Het College van procureurs-generaal is verantwoordelijk voor het beleid en beheer van het Openbaar Ministerie. Dat houdt onder meer in:
- Het zorgen voor een effectieve en efficiënte organisatie
- Het afstemmen van prioriteiten in de vervolging
- Het geven van interne richtlijnen (waaronder ook openbare beleidsregels voor strafvordering) zodat alle officieren van justitie zo veel mogelijk gelijke strafeisen stellen in vergelijkbare zaken.

Daarnaast geeft het College van procureurs-generaal adviezen ten aanzien van wetgeving die met strafvervolging te maken heeft. 
Het College van procureurs-generaal heeft als regel maandelijks een overleg met de minister van Justitie of de secretaris-generaal.

## Parket-generaal
Samen met de staf vormt het college het Parket-generaal, het landelijke hoofdkantoor van het Openbaar Ministerie.

## Leden
De leden van het college van procureurs-generaal zijn:
- Rinus Otte sinds 1 maart 2016[1] Voorzitter sinds 1 juni 2023
- mr Guus Schram sinds 1 oktober 2022
- mr Frederieke Damme sinds 1 januari 2023

## Voorzitters
| Ambtsperiode | Voorzitter                 |
| ------------ | -------------------------- |
| 1995–1998    | Arthur Docters van Leeuwen |
| 1998–1999    | René Ficq                  |
| 1999–2005    | Joan de Wijkerslooth       |
| 2005–2011    | Harm Nanne Brouwer         |
| 2011–2017    | Herman Bolhaar             |
| 2017–2023    | Gerrit van der Burg        |
| 2023-heden   | Rinus Otte                 |